# 先天性赤血球異形成貧血
先天性赤血球異形成貧血（せんてんせいせっけっきゅういけいせいひんけつ、congenital dyserythropoietic anemia; CDA）とは、先天的に赤血球の形成異常があるために貧血を引き起こす疾患である。

## 概念
赤芽球に機能的形態的異常があり、不応性貧血、黄疸、脾腫、ヘモクロマトーシスを伴う遺伝性疾患。赤芽球は成熟不全と早期崩壊が起こるので、無効造血となり貧血は亢進する。

## 分類
貧血の種類や顕微鏡所見、血清所見によりI型～VI型の6種に分けられる。うちI型～III型の3型が多く、IV型～VI型の3型はまれである。

## 原因
染色体異常による遺伝性疾患であり、I型とII型は常染色体劣性遺伝、III型は常染色体優性遺伝である。

## 統計
かなりまれな疾患であり、約350例ほどの報告しかない。

## 症状
貧血は必発。重症度や発症時期は症例により異なる。黄疸や脾腫は多くの症例で伴う。肝腫大が見られることもある。輸血をしたかどうかに関わらずヘモクロマトーシスとなる。

### 合併症
ヘモクロマトーシスを原因として、以下の症状が起こりうる。
- 糖尿病
- 甲状腺機能低下症
- 肝硬変
- 心不全

## 検査
血算
I型とIII型は大球性、II型は正球性貧血。末梢血中に奇形赤血球、赤芽球、好塩基性赤血球などが認められ、赤血球の大小不同も見られる。網状赤血球は通常減少する。白血球や血小板は通常は数や形態に異常が見られることはない。
骨髄検査
光学顕微鏡や電子顕微鏡に各型に特徴的な所見が見られる。
生化学検査
LDH上昇、ビリルビン上昇、ハプトグロビンやコレステロールは低下する。クームス試験は陰性。血清鉄は正常か増加、フェリチンは上昇する。

## 診断
末梢血所見や骨髄所見などをもとに診断する。溶血性貧血、サラセミア、再生不良性貧血などとの鑑別が重要。

## 治療
確立した治療法はない。鉄剤投与はヘモクロマトーシスの助長のため禁忌。輸血も同様の理由から重症例でなければ避ける。デフェロキサミンが投与されることもある。

## 予後
貧血自体は進行することはないが、ヘモクロマトーシスはすべての病型で進行していく。死亡の原因もヘモクロマトーシスによるものが多い。

## 診療科
血液内科、小児科